# Lonesome Luke's Honeymoon
Lonesome Luke's Honeymoon è un cortometraggio muto del 1916 prodotto e diretto da Hal Roach.  Interpretato da Harold Lloyd, il film fa parte della serie di comiche che avevano come protagonista il personaggio di Lonesome Luke.

## Produzione
Il film fu prodotto da Hal Roach per la Rolin Films. Venne girato dal 3 al 18 ottobre 1916.

## Distribuzione
Distribuito dalla Pathé Exchange, il film - un cortometraggio in due bobine - uscì nelle sale cinematografiche USA il 20 maggio 1917. La Pathé Frères lo distribuì in Francia il 22 marzo 1918 con il titolo Lui... et l'idylle interrompue.